# Черемыш — брат героя
«Черемыш — брат героя» (также встречается написание «Черемыш, брат героя») — повесть Льва Кассиля, написанная в 1938 году.

## Сюжет
В центре повествования — ученик пятого класса Геша (Геннадий) Черемыш, придумавший, что знаменитый лётчик Климентий Черемыш приходится ему старшим братом. На самом деле у мальчика есть сестра: Клавдия, подписывающая свои письма младшему брату «Кл. Черемыш». Гешина придумка родилась, когда Климентий ещё не был так знаменит:
И все его стали знать. Мне даже нелегко стало. Все говорят: «Ах, вы брат того, брат Черемыша!» А отпираться уже не могу. Да и неохота. У меня это прямо главное было во всей жизни. Только знаешь, когда мне вот очень неловко было? Это когда, помнишь, во время перелета, когда брат пропал… Ну, не брат то есть… Ясно кто. И все в классе ко мне так отнеслись тогда. Мне вдруг до того совестно стало – очень все по-настоящему переживали. Ты не думай, я тоже тогда взаправду волновался. Еще как! Я ведь как-никак уже привык, третий год братом себя воображаю…Лев Кассиль
Когда выдумка раскрывается, на помощь парнишке приходит сам Климентий Черемыш, случайно побывавший в городе, где находится школа Геши: сперва он отчитывает самозванца:
вдруг сделался строгим, подтащил к кровати тяжёлый стул, с грохотом поставил, сел на него верхом, скрестил руки на бархатной спинке.
– Вот что, друг: назвался братом, так уж изволь во всем соблюдать соответствие. ... Что же это ты? А? Зовешься моим братом, а в учебе такой тихоход? По дисциплине у тебя тоже все гайки расконтрены. Никуда это не годится! Если уж хочешь быть братом, так давай условимся: фамилию высоко нести – не конфузить. Ты мне фамилию не порть! А то либо мне, либо тебе её менять придётся.
; но затем, в письме, направленом в Гешину школу, заявляет:
«Прибыли ему от родства со мной было немного. У нас почёт идёт не по роду, не по племени, а по делам. Будь ты там кум или брат чей угодно, а изволь сам себя проявить самостоятельно. ... За брата – Климентий Черемыш»

### Издания
Книга была очень популярной.
- Повесть «Черемыш — брат героя» впервые была напечатана в журнале «Пионер»;
- 1938 год — отдельной книгой вышла в Детгизе;
- с тех пор много раз переиздавалась.
- Повесть переведена на многие языки; выходила в:
  - Польше,
  - Германской Демократической Республике,
  - Китае,
  - Болгарии,
  - Чехословакии,
  - Мексике,
  - неоднократно издавалась на языках народов СССР.
- Лев Кассиль. Собрание сочинений в пяти томах. Том второй. Издательство: Детская литература. Москва. 1965 год.

## Экранизации
- На основе повести Лев Кассиль написал пьесу «Брат героя»; она была поставлена в московском театре юного зрителя — и во многих других[каких?] детских театрах.
- Брат героя — фильм режиссёра Георгия Васильчука, 1940 год.